# Bharata Muni
Bharata Muni (Devanagari: भरत) (fl. IV secolo a.C.) è stato un musicologo e scrittore indiano.
Visse probabilmente, secondo una leggenda, fra il 400 e il 200 a.C..

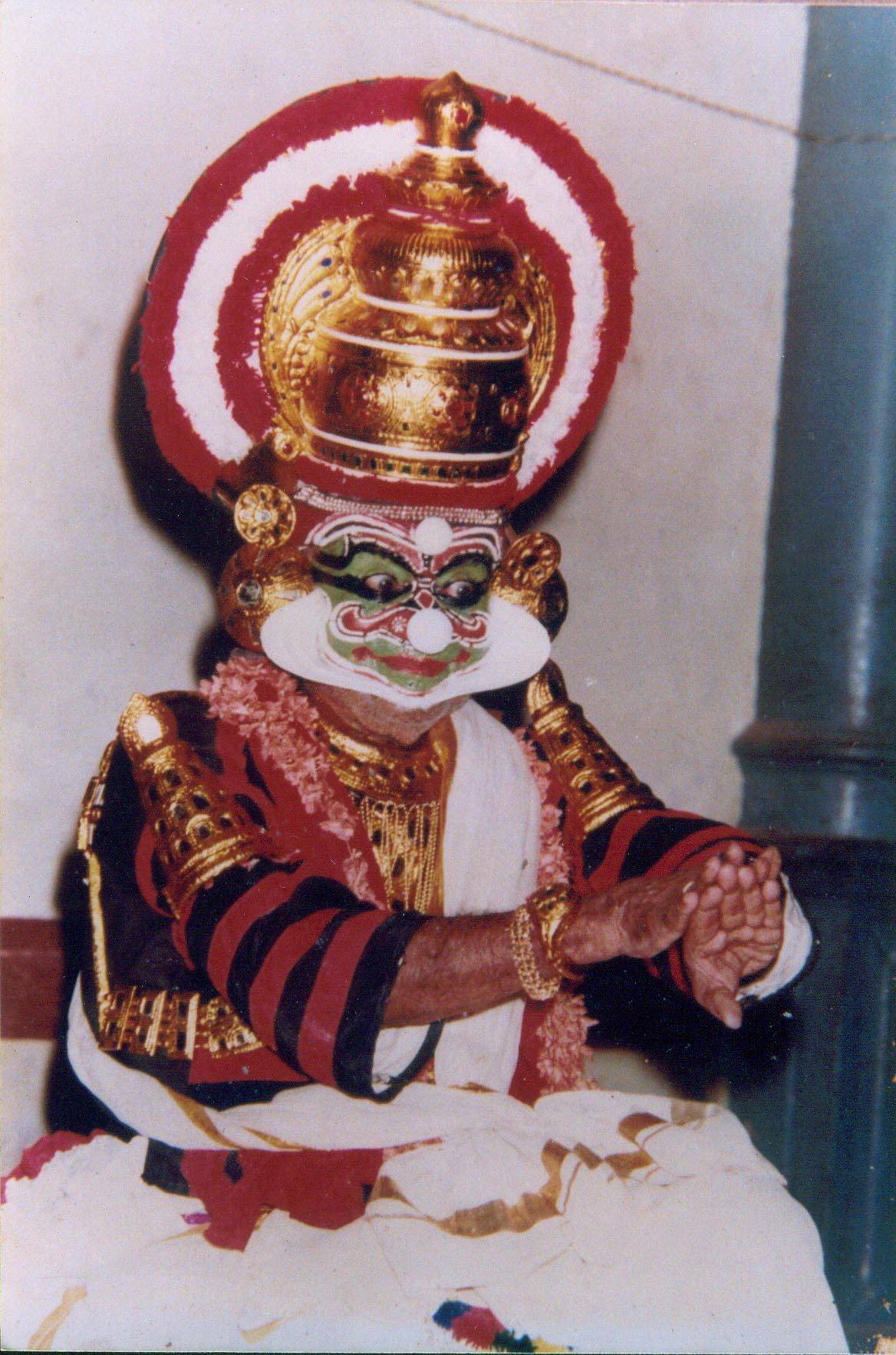
Nātyāchārya Māni Mādhava Chākyār, famoso artista e studioso del teatro sanscrito, nel dramma Abhiṣeka Nataka

## Biografia
Celebre per aver scritto probabilmente il Nāṭya Śāstra  (Nātyaśāstra नाट्य शास्त्र), il più importante testo teorico del dramma classico indiano, comprendente anche la danza e la musica, la cui composizione viene datata fra il 200 a.C. e il 200 d.C. Il dubbio proviene dal testo stesso, dove verso la fine si legge: "Poiché egli solo è l'attore principale, assumendo molti ruoli, per questo è chiamato Bharata" (35.91)
La leggenda narra che fu la divinità Brahmā a consegnargli il libro.